# ۱۸ ذی‌القعده
۱۸ ذیقعده، هجدهمین روز از ماه ذیقعده در تقویم هجری قمری است.
در تقویم هجری قمری قراردادی این روز سیصد و سیزدهمین روز سال است.

## درگذشتگان
- ابوالقاسم، حسین بن محمد، معروف به «راغب اصفهانی» ادیب برجسته (۵۰۲ ق)
- «شیخ محمدحسین کاشف الغطاء» عالم بزرگ جهان اسلام (۱۳۷۳ ق)
- «ابن خلدون» مورخ بزرگ مسلمانان (۸۰۸ ق)